# Foodvisor
 (juin 2019).
Foodvisor est une start-up française innovante créée en 2015 par Charles Boes, Yann Giret, Gabriel Samain et Aurore Tran. L’entreprise développe une application mobile du même nom qui devient accessible en janvier 2018 et qui permet d’obtenir des conseils personnalisés sur son alimentation grâce à l'intelligence artificielle,.

## Historique
Foodvisor a été fondée en 2015 par Charles Boes, Yann Giret et Gabriel Samain issus de l'École centrale Paris, rejoints rapidement par Aurore Tran, diplômée de l'École supérieure des sciences économiques et commerciales (ESSEC).
Au début du projet, les algorithmes créés ne reconnaissent qu’une vingtaine d’aliments. En 2016, l'équipe lance une version bêta de l’application, sur l’App Store. Fin 2017, après deux ans d’entraînement des algorithmes d'apprentissage profond, l’application reconnait plus de mille aliments et compte plus de 100 000 utilisateurs.
En janvier 2018, Foodvisor annonce le lancement officiel de son application sur iOS et sur Android, ainsi que d’une version premium. L’équipe compte alors une dizaine de salariés couvrant les fonctions recherche et développement, produit, marketing, nutrition et backend. En mai 2018, Foodvisor intègre la deuxième promotion du Facebook Start-up Garage dans les locaux de Station F. Ce programme de six mois accompagne des start-ups spécialisées dans la gestion de données. Apple soutient également la start-up vis-à-vis de problématiques liées à la technologie et à l'internationalisation. Tim Cook, alors à la tête d’Apple, rencontre les salariés de Foodvisor lors d'un déplacement en Europe en octobre 2018. À la même période, Foodvisor réussit à récolter un million d’euros d'investissement notamment auprès du fond de Xavier Niel.
En janvier 2019, l’application dépasse le million de téléchargements et annonce son lancement dans plusieurs pays d'Europe tels que le Royaume-Uni, l’Allemagne ou encore l’Espagne. Foodvisor fait partie, en mars 2019, du baromètre de Capgemini « Intelligence artificielle, les pépites de demain », parmi 134 entreprises du secteur,. 

## Technologie

### Reconnaissance des aliments pris en photo
Par l'intermédiaire d'une photo, les algorithmes d'apprentissage profond analysent la couleur, la taille, la forme, la brillance de l’aliment pour en déterminer la nature et la quantité[réf. nécessaire]. Pour être capable de reconnaître un nouvel aliment, l’algorithme doit en avoir vu plusieurs centaines de photos. Les algorithmes sont auto-apprenants et deviennent donc plus performants au fur et à mesure que la base de photos des utilisateurs se développe.

### Bases de données utilisées
Une fois les aliments identifiés, l'application utilise la Table de composition nutritionnelle des aliments Ciqual, qui est la base de données de référence sur la composition nutritionnelle des aliments, gérée par l'Anses, pour établir le bilan nutritionnel. Pour les produits industriels scannés, elle se sert de la base de données libre et collaborative Open Food Facts.

### Limites
Les algorithmes de reconnaissance des aliments de Foodvisor ont des diffcultés à identifier les différents aliments dans les plats cuisinés. La technologie n'est pas non plus capable de reconnaître les potentiels condiments ajoutés si ceux-ci ne modifient pas l’aspect des aliments. Les utilisateurs peuvent néanmoins réviser les aliments identifiés, ajouter des condiments et indiquer la méthode de cuisson.

## Concurrents
Les applications permettant de consigner les aliments consommés afin d’obtenir un suivi des calories et des nutriments sont nombreuses sur le marché. En France, MyFitnessPal, LifeSum, Yazio ou encore Le Secret du Poids existent depuis plusieurs années.

## Prix et concours
- Concours App Awards 2016 : Prix Meilleure App d’une Startup[16]
- Concours Petit Poucet 2016 : Prix Catégorie Food Tech & Gastronomie[17]
- Concours French Innovation Corner au Vitafoods 2016 : Special Award Foodtech Application
- Concours Graines de Boss 2017[18]
- Concours Innovation Numérique 2017 : Subvention de la BPI
- Programme d’accélération 2018 Scientipôle

## Incubations
- Incubation Schoolab 2016[19]
- Incubation Facebook Startup Garage 2018[20]
- Incubation Apple 2018